# Rue aux Fèves
Rue aux Fèves var en gata på Île de la Cité i Quartier de la Cité i Paris. Gatan var uppkallad efter de bönhandlare (franska fève, "böna"), vilka hade sina butiker i området. Rue aux Fèves började vid Rue de la Vieille-Draperie och slutade vid Rue de la Calandre. 
Gatans första dokumenterade omnämnande är från år 1260. Gatan revs i början av 1860-talet för att ge plats åt Paris polisprefektur (Préfecture de Police de Paris).

## Bilder
| - Paris polisprefektur. - Rue de Lutèce. |

## Omgivningar
- Notre-Dame
- Sainte-Chapelle
- Rue de la Cité
- Rue de Lutèce
- Rue Aubé

### Webbkällor
- ”La Rue aux Fèves”. Histoires de Paris. 15 november 2017. https://www.histoires-de-paris.fr/rue-aux-feves/. Läst 31 mars 2022.